# Arlanzón (rivière)
Pour les articles homonymes, voir Arlanzón.
L’Arlanzón est une rivière espagnole dans la Communauté autonome de Castille-et-León, affluente droite de l'Arlanza, donc sous-affluent du fleuve le Douro.

## Géographie
Il traverse la ville de Burgos, avant de se jeter dans l'Arlanza, en rive droite, sur la commune de Palenzuela. Sa longueur est de 131 km[réf. nécessaire].

### Bassin versant
Son bassin versant est de 2 621 km2[réf. nécessaire].

## Affluents
- le rio Cogollos (rg[note 2]) qui conflue sur la commune de Villaverde-Mogina
- le Rio de Los Ausines (rg) qui conflue à Cavia
- le rio Urbel (rd) qui conflue sur Frandovínez
- le rio Ubierna (rd) qui conflue à la sortie ouest de Burgos
- le rio Vena (rd) qui conflue en plein centre de Burgos
- le Rio Pico (rd) qui conflue à l'entrée est de Burgos et au sud de l'aéroport de Burgos
- le rio Cueva (rg) qui conflue à San Millán de Juarros, une localité de la municipalité d'Ibeas de Juarros
- le Cauce Molinar (rd) qui conflue à Ibeas de Juarros

## Hydrologie
Son module est de 11 m3/s.

## Aménagements et écologie
Le cours de l'Arlanzón est régulé par le lac de barrage de l'Arlanzón (es) et par le lac de barrage d'Uzquiza (es).